# باي لينغ
باي لينغ (بالصينية: 白靈) و (بالصينية: 白灵) وهي ممثلة صينية المولد أمريكية الجنسية ولدت في يوم 10 أكتوبر 1966 في مدينة تشنغدو في الصين، من أبرز الأفلام التي مثلتها The Crow و Red Corner و برية الغرب المتوحش.

## اعمال

### افلام
- الركن الأحمر (1997)
- ثلاث... متطرفين (2004)

## وصلات خارجية
- باي لينغ على موقع IMDb (الإنجليزية)
- باي لينغ على موقع روتن توميتوز (الإنجليزية)
- باي لينغ على موقع ألو سيني (الفرنسية)
- باي لينغ على موقع تيرنر كلاسيك موفيز (الإنجليزية)
- باي لينغ على موقع أول موفي (الإنجليزية)
- باي لينغ على موقع قاعدة بيانات الأفلام السويدية (السويدية)
- باي لينغ على موقع إن إن دي بي (الإنجليزية)
- باي لينغ على موقع قاعدة بيانات الفيلم (الإنجليزية)
- باي لينغ على موقع كينوبويسك (الروسية)

- باي لينغ على قاعدة بيانات الأفلام على الإنترنت